# Championnats du monde Xterra 2011
Navigation
Édition précédente Édition suivante
Les championnats du monde Xterra 2011, organisé par la Team Unlimited depuis 1986, se sont déroulés le 23 octobre à Maui dans l'État d'Hawaï. Les triathlètes se sont affrontés lors d'une épreuve sur distance M, comprenant 1500 mètres de natation, 30 km de vélo tout terrain (VTT) et 10 km de course à pied hors route.

## Résultats
Les tableaux présentent les « Top 10 » hommes et femmes des championnats du monde. 
| Position           | Triathlète       | Pays             | Temps           |
| ------------------ | ---------------- | ---------------- | --------------- |
| Médaille d'or      | Michael Weiss    | Autriche         | 2 h 27 min 0 s  |
| Médaille d'argent  | Dan Hugo         | Afrique du Sud   | 2 h 27 min 33 s |
| Médaille de bronze | Eneko Llanos     | Espagne          | 2 h 28 min 26 s |
| 4                  | Josiah Middaugh  | États-Unis       | 2 h 29 min 14 s |
| 5                  | Iván Raña        | Espagne          | 2 h 29 min 31 s |
| 6                  | Olivier Marceau  | Suisse           | 2 h 29 min 40 s |
| 7                  | Ronny Dietz      | Allemagne        | 2 h 29 min 47 s |
| 8                  | Richard Ussher   | Nouvelle-Zélande | 2 h 29 min 54 s |
| 9                  | Jan Kubicek      | Tchéquie         | 2 h 30 min 54 s |
| 10                 | Christopher Legh | Australie        | 2 h 31 min 10 s |

| Position           | Triathlète         | Pays       | Temps           |
| ------------------ | ------------------ | ---------- | --------------- |
| Médaille d'or      | Lesley Paterson    | Écosse     | 2 h 45 min 59 s |
| Médaille d'argent  | Marion Lorblanchet | France     | 2 h 48 min 8 s  |
| Médaille de bronze | Héléna Erbenová    | Tchéquie   | 2 h 51 min 51 s |
| 4                  | Renata Bucher      | Autriche   | 2 h 52 min 2 s  |
| 5                  | Danelle Kabush     | Canada     | 2 h 54 min 35 s |
| 6                  | Erin Densham       | Australie  | 2 h 57 min 46 s |
| 7                  | Sara Tarkington    | États-Unis | 2 h 57 min 59 s |
| 8                  | Emma Garrard       | États-Unis | 2 h 58 min 42 s |
| 9                  | Brandi Heisterman  | Canada     | 3 h 3 min 39 s  |
| 10                 | Jessica Noyola     | États-Unis | 3 h 4 min 25 s  |